# Nocticanace malayensis
Nocticanace malayensis är en tvåvingeart som beskrevs av Ichiro Miyagi 1973. Nocticanace malayensis ingår i släktet Nocticanace och familjen Canacidae. Inga underarter finns listade i Catalogue of Life.